# 대한민국 민법 제728조
대한민국 민법 제727조는 종신정기금의 해제와 동시이행에 대한 한국 민법 채권법 종신정기금의 조문이다. 1958년 2월 22일에 법률 제471호로 제정되어 1960년 1월 1일에 시행되었다.  2011년 3월 7일에 전문개정되었고 2021년 1월 26일에 법률 제17905호로 일부개정되어 시행되었다.

## 조문
제728조(해제와 동시이행) 제536조의 규정은 전조의 경우에 준용한다.

第728條(解除와 同時履行) 第536條의 規定은 前條의 境遇에 準用한다.

## 비교 조문

### 제536조
제536조(동시이행의 항변권) ① 쌍무계약의 당사자 일방은 상대방이 그 채무이행을 제공할 때까지 자기의 채무이행을 거절할 수 있다. 그러나 상대방의 채무가 변제기에 있지 아니하는 때에는 그러하지 아니하다.
② 당사자 일방이 상대방에게 먼저 이행하여야 할 경우에 상대방의 이행이 곤란할 현저한 사유가 있는 때에는 전항 본문과 같다.

### 전조
제727조(종신정기금계약의 해제) ① 정기금채무자가 정기금채무의 원본을 받은 경우에 그 정기금채무의 지급을 해태하거나 기타 의무를 이행하지 아니한 때에는 정기금채권자는 원본의 반환을 청구할 수 있다. 그러나 이미 지급을 받은 채무액에서 그 원본의 이자를 공제한 잔액을 정기금채무자에게 반환하여야 한다.
② 전항의 규정은 손해배상의 청구에 영향을 미치지 아니한다.

## 참고 문헌
- 오현수, 일본민법, 진원사, 2014. ISBN 9788963463452
- 오세경, 대법전, 법전출판사 , 2014 ISBN 9788926210277
- 이준현 , LOGOS 민법 조문판례집, 미래가치, 2015. ISBN 9791155020869

## 같이 보기
- 종신
- 정기금
- 해제